# Theofilos III.
Theofilos III. (česky Bohumil, vlastním jménem Ilias Giannopoulos; 4. dubna 1951, Gargalianoi) je současný pravoslavný patriarcha Jeruzaléma a celé Palestiny.

## Život

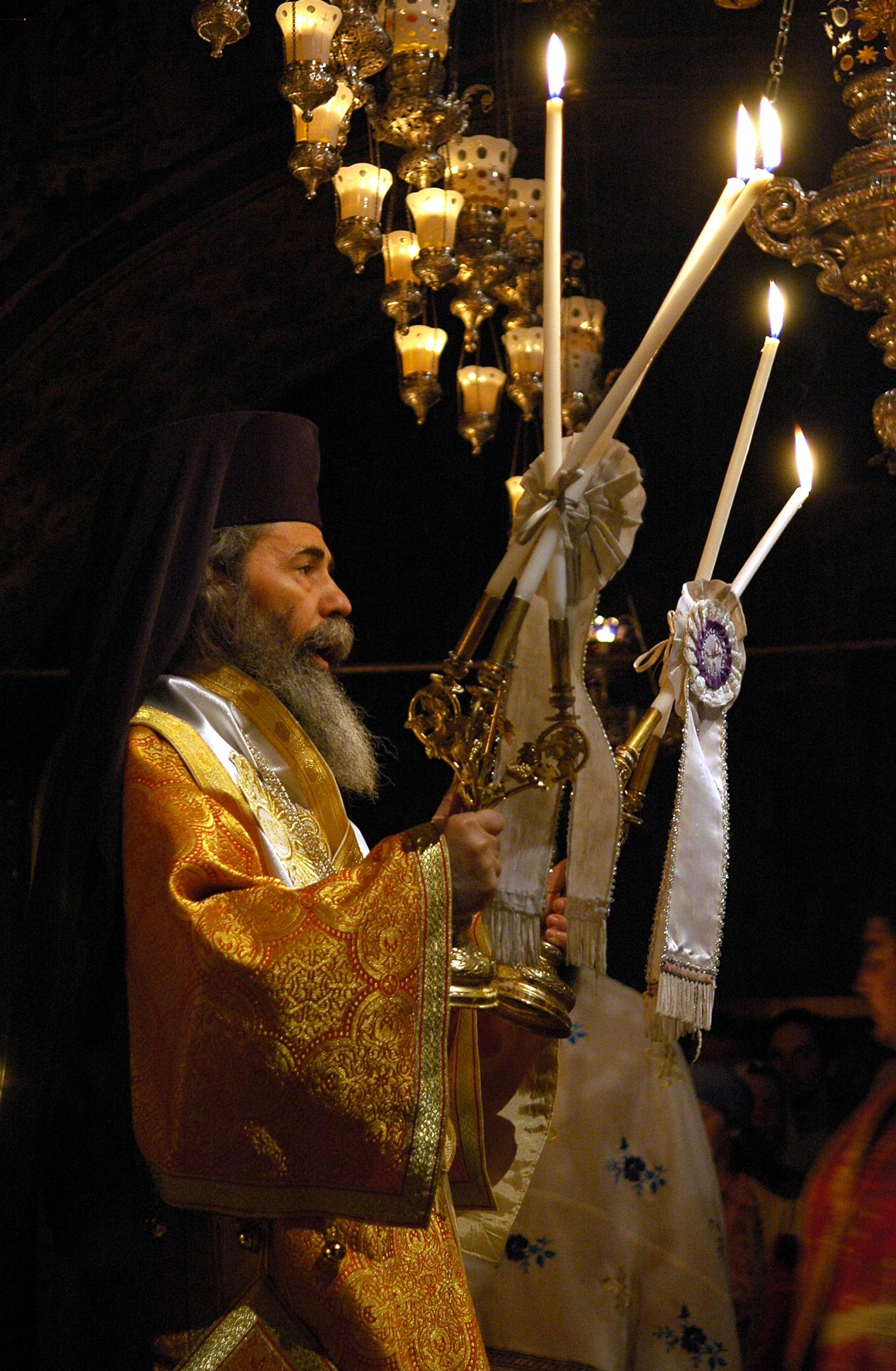
Patriarcha Theofilos III. žehná dikirionem a trikirionem

Narodil se 4. dubna 1951 v Gargalianoi v regionu Messénie. Jeho rodiče se jmenovali Panagiotes Giannopoulos a Triseugenia Giannopoulos.
V červenci 1964 odešel do Jeruzaléma kde se zapsal na patriarchální školu, kterou ukončil roku 1970.
Dne 28. června 1970 byl postřižen na mnicha patriarchou Benediktem I. a přijal mnišské jméno Theofilos, česky Bohumil. Dne 1. července 1970 byl na Hoře Kalvárie vysvěcen z rukou arcibiskupa Bazila Jordánského vysvěcen na diákona a ve stejný den sloužil v Chrámu Božího hrobu. Poté působil jako patriarchální diakon.
Dne 1. července 1975 byl Diodorem, arcibiskupem v Hierapoli vysvěcen na presbytera a ve stejný rok byl poslán na Státní a Kapodistriánskou Univerzitu v Athénách aby získal vyšší teologické vzdělání. Po studiu se vrátil do Jeruzaléma kde se stal hlavním sekretářem patriarchálního sekretariátu, učitelem na patriarchální škole a roku 1979 supervizorem kláštera sv. Charalamba.
Roku 1981 odešel do Anglie kde studoval na Univerzitě v Durhamu. Po návratu do Jeruzaléma byl jmenován sekretářem Posvátného synodu, respektive tiskové kanceláře synodu. Dále studoval na Hebrejské univerzitě v Jeruzalémě.
Roku 1996 byl prvním křesťanským duchovním který se dostal do uzavřené wahhábistické společnosti v Kataru. Později se stal exarchou Chrámu Božího hrobu.
V letech 2000-2003 byl vyslancem u Moskevského patriarchátu, kde antiochijský patriarchát zřídil metochion.
Dne 14. února 2005 byl Posvátným synodem zvolen arcibiskupem z Tábora. Biskupské svěcení (chirotonii) získal ve stejný den z rukou patriarchy Irenaia.
Dne 22. srpna 2005 byl synodem zvolen 141. patriarchou Jeruzaléma a celé Palestiny.

## Vyznamenání

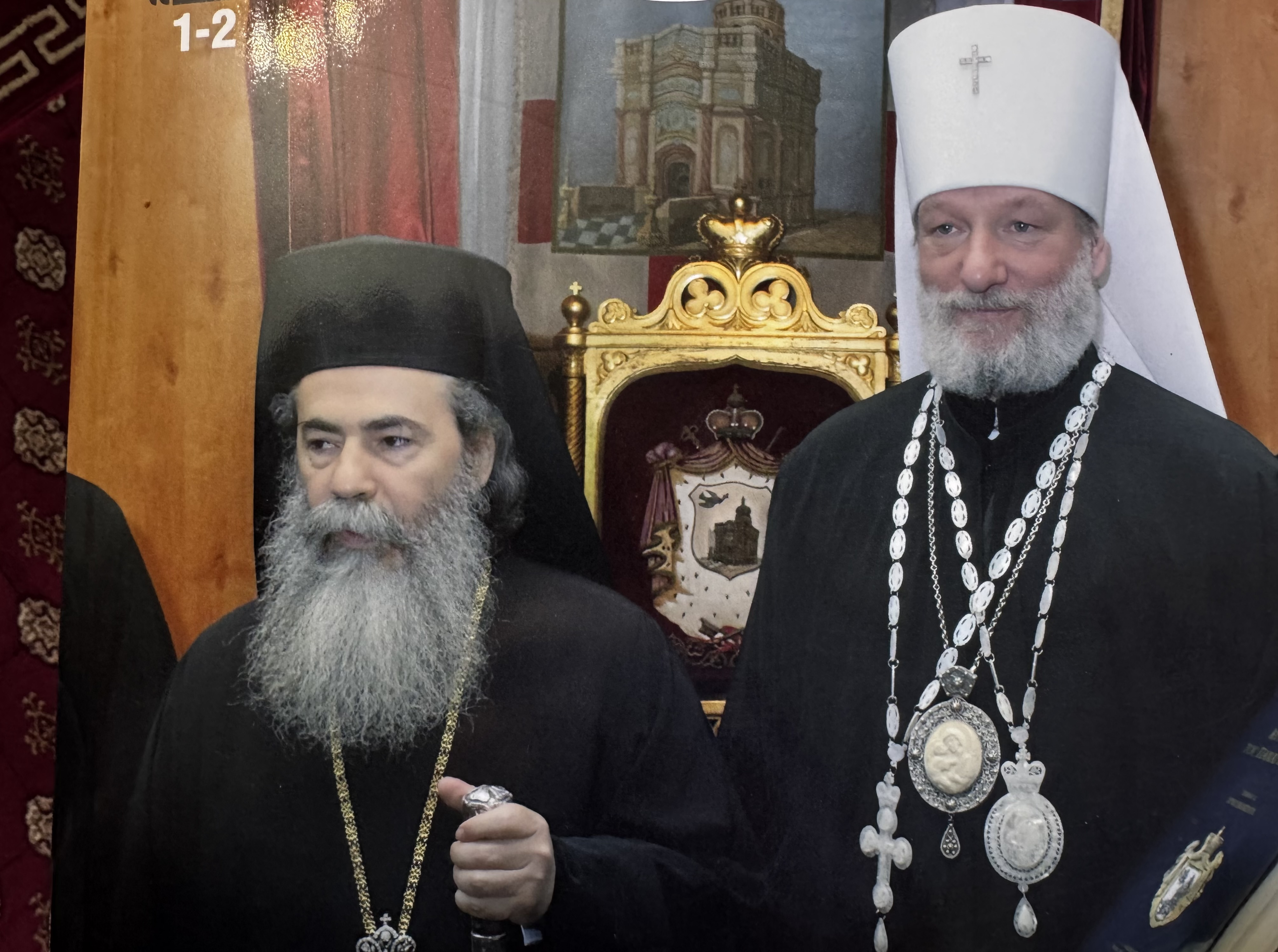
Patriarcha Teofil III. a metropolita Kryštof

- Řád knížete Jaroslava Moudrého I. třídy – Ukrajina, 27. července 2013 – udělil prezident Viktor Janukovyč za aktivity církve zaměřené na zvýšení autority pravoslaví ve světě[1]
- velkokříž Řádu Spasitele – Řecko, 2016
- velkokříž s řetězem Řádu Manuela Amadora Guerrera – Panama, 1. června 2016